# Gobius ater
Il ghiozzo di Bellotti (Gobius ater) è un pesce di mare appartenente alla famiglia Gobiidae. 

## Distribuzione e habitat
È endemico del mar Mediterraneo occidentale. La sua distribuzione è incompletamente nota, è riportato per le isole Baleari, per la Provenza e per la Sardegna.
Si incontra tra le Fanerogame marine sottocosta a bassissima profondità e nelle lagune.

## Descrizione
Simile agli altri Gobius, come caratteri distintivi si possono citare:
- macchia scura indistinta allìascella della pinna pettorale, che ha anche dei raggi liberi similmente a Gobius paganellus e Gobius cobitis
- sottile bordo chiaro alla prima pinna dorsale.

Raggiunge i 7 cm.

## Biologia
Ignota